# Barmherzige Schwestern vom hl. Vinzenz von Paul (Mutterhaus Fulda)

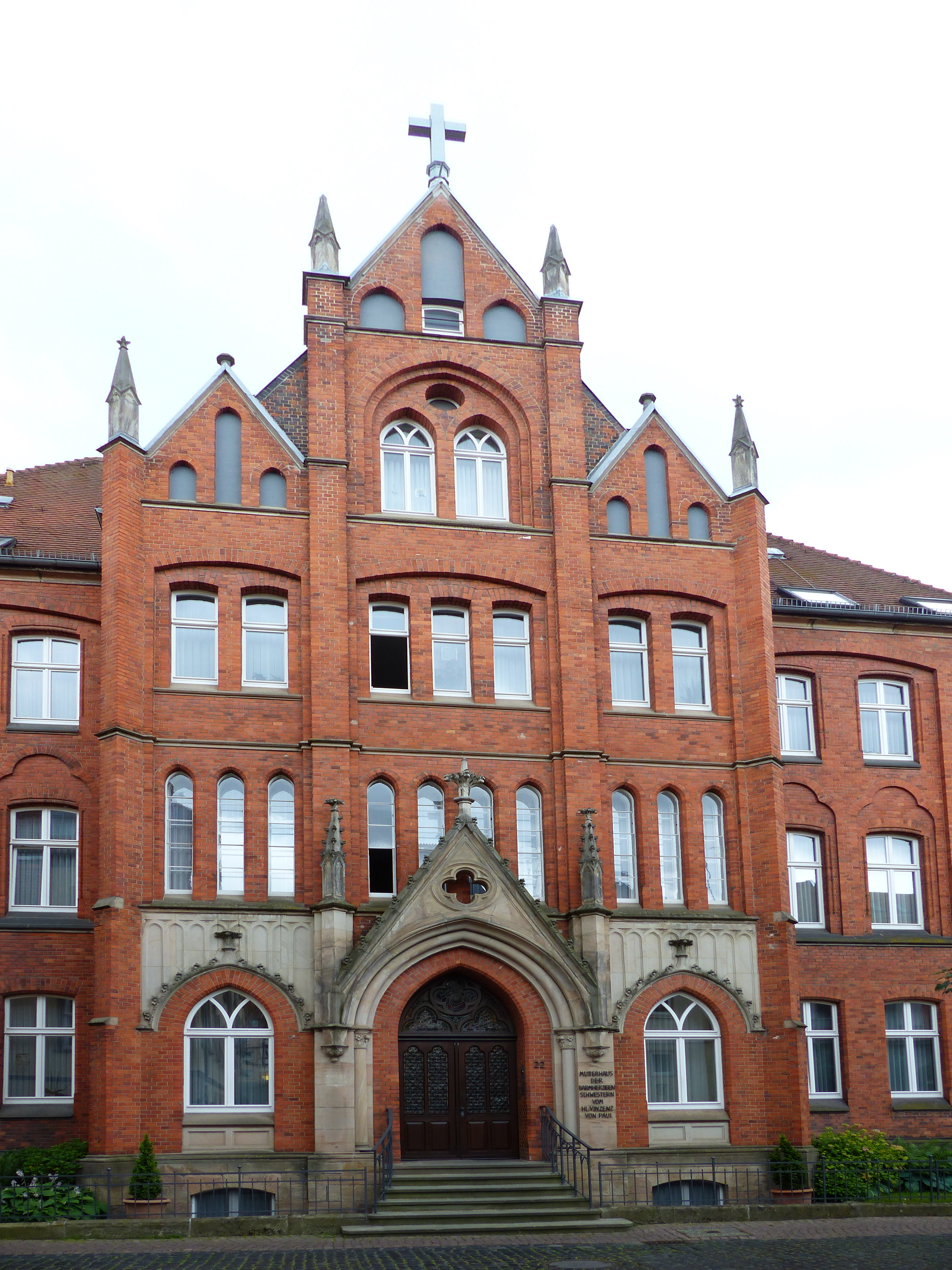
Frontansicht des Fuldaer Mutterhauses

Die Barmherzigen Schwestern vom hl. Vinzenz von Paul, Mutterhaus Fulda sind eine Gesellschaft apostolischen Lebens.
Sie sind Teil der vinzentinischen Familie und Mitglied der Föderation Vinzentinischer Gemeinschaften. Die Körperschaft des öffentlichen Rechts hat ihren Sitz im Mutterhaus in Fulda und eine Reihe weiterer Niederlassungen im Gebiet des Bistums Fulda.

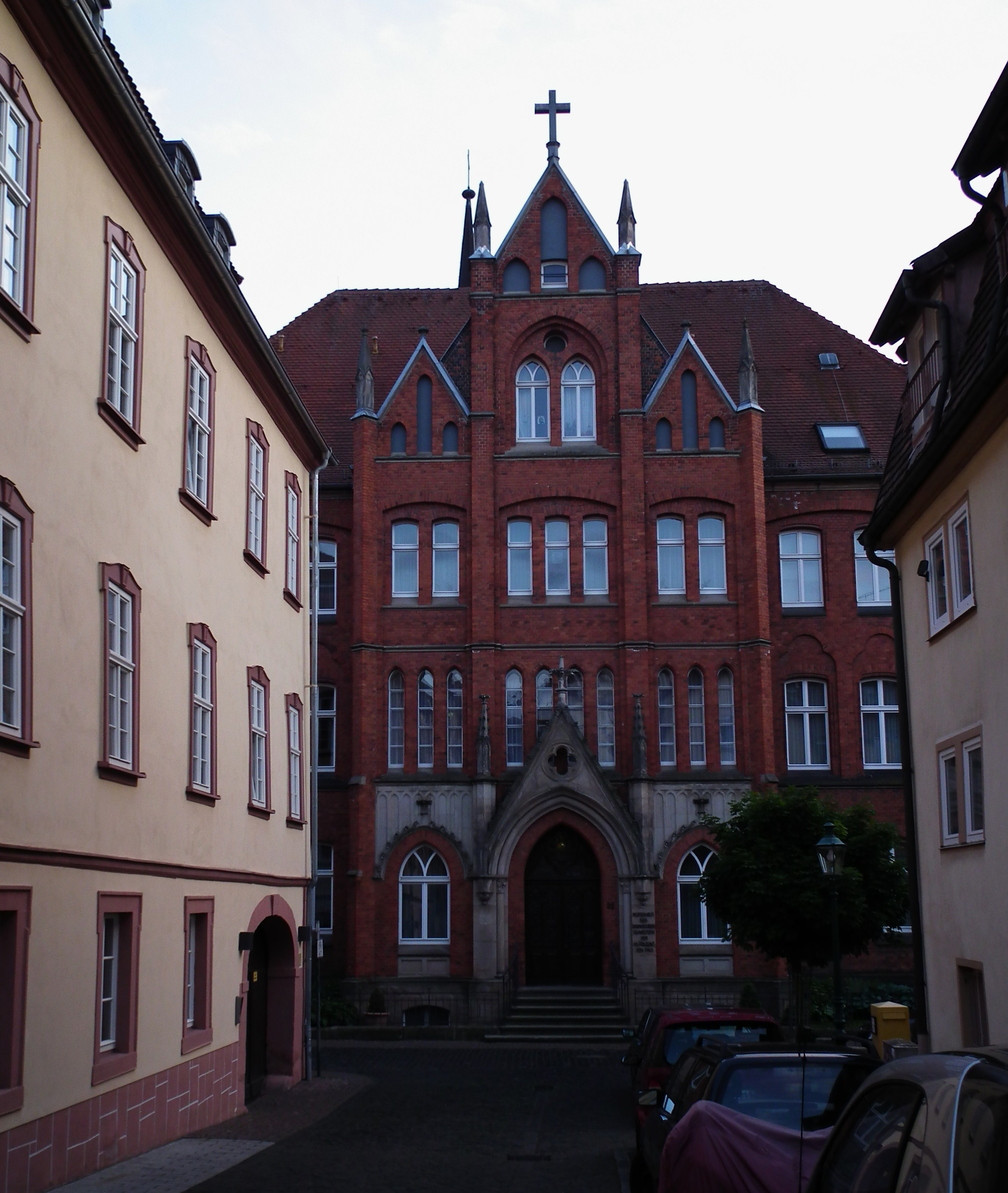
Das Portal des Fuldaer Mutterhauses von der Rittergasse gesehen

## Geschichte
Auf Bitte des Fuldaer Bischofs Johann Leonhard Pfaff sandte die Generaloberin Vinzenz Sultzer der Genossenschaft der Töchter der christlichen Liebe vom hl. Vinzenz von Paul in Straßburg einige Schwestern für die Krankenpflege im Krankenhaus Fulda. Die ersten drei Schwestern kamen am 5. Juli 1834 in Fulda an und nahmen ihre Arbeit in der Krankenpflege auf. Aus dem Bistum gingen zunächst einige junge Frauen ins Noviziat nach Straßburg, dann wurde am Krankenhaus ein eigenes Noviziat eingerichtet und die Gemeinschaft entwickelte sich zu einer selbstständigen Provinz.
Das erste Mutterhaus wurde 1844 errichtet. Nach einer rechtlichen Trennung von der Straßburger Kongregation 1851 wurde der Schwesterngemeinschaft 1866 der Körperschaftsstatus verliehen. Erste Generaloberin war Sr. Pauline Anth. In der Folgezeit wurden zahlreiche Niederlassungen gegründet, vorwiegend im Bistum Fulda, aber auch in Meißen, Trier und Limburg. 1884 wurde ein neues Mutterhaus errichtet.
Durch die Teilung Deutschlands wurde 1968 die Provinz Erfurt errichtet, der die Niederlassungen in Ostdeutschland angehörten und die ein eigenes Noviziat besaß.  Gemeinsam mit der Ursprungsgemeinschaft in Straßburg und acht weiteren von dort gegründeten Kongregationen schloss sich das Mutterhaus Fulda 1970 zur Föderation Vinzentinischer Gemeinschaften zusammen. Zusammen mit den Mutterhäusern Paderborn, Freiburg und Heppenheim wurde ab 1973 eine Niederlassung in Indien aufgebaut, die 1994 selbstständig wurde.

## Einrichtungen
Das Mutterhaus ist Träger verschiedener Einrichtungen im Bistum Fulda, in denen über 2000 Mitarbeiter beschäftigt sind. Dazu gehören mehrere Alten- und Pflegeheime, Krankenhäuser, Kindertagesstätten und Hospize in Hessen.
Die Krankenhäuser wurden 1999 in der St. Vinzenz Krankenhaus gGmbH zusammengefasst; einziger Gesellschafter der Klinikgruppe ist das Haus der Barmherzigen Schwestern vom hl. Vinzenz von Paul in Fulda (KdöR).
Alten- und Pflegeheime:
- Alten- und Pflegeheim St. Katharina, Flieden
- Alten- und Pflegeheim St. Elisabeth, Hanau
- Alten- und Pflegeheim St. Elisabeth, Hosenfeld, Herrleinweg 5
- Alten- und Pflegeheim St. Elisabeth, Marburg
- Alten- und Pflegeheim St. Luise, Marburg
- Alten- und Pflegeheim  Marienheim, Fulda
- Alten- und Pflegeheim Hedwigstift, Fulda-Horas
- Schwesternaltenheim Theresienheim, Fulda-Horas
- Tagespflege St. Josef, Flieden
- Wohnanlage St. Elisabeth, Fulda

Krankenhäuser:
- Herz-Jesu-Krankenhaus Fulda (Herz-Jesu-Krankenhaus Fulda gGmbH)
- Tagesklinik Krankenhaus St. Elisabeth Bad Hersfeld (Herz-Jesu-Krankenhaus Fulda gGmbH)
- St. Vinzenz-Krankenhaus Hanau (St. Vinzenz-Krankenhaus Hanau gGmbH)
- Marienkrankenhaus Kassel (Marienkrankenhaus Kassel gGmbH)
- St. Elisabeth-Krankenhaus Volkmarsen (Marienkrankenhaus Kassel gGmbH)

Kindertagesstätten:
- Kinderhaus St. Luise, Fulda
- St. Vinzenz, Kassel
- St. Vinzenz, Großkrotzenburg
- St. Sturmius, Fulda
- St. Elisabeth, Hanau

Hospize:
- Hospiz Luise de Merillac, Hanau
- Hospiz St. Elisabeth zu Fulda
- Hospizstiftung Luise de Marillac

Schulen für Kranke:
- St. Lioba-Schule Fulda
- Außenstelle der St. Lioba-Schule in Bad Hersfeld

Sonstige:
- Vinzenzküche, Fulda
- Haus der Begegnung St. Vinzenz, Marburg
- Service GmbH St. Luise, Fulda
- Service GmbH St. Vinzenz, Fulda
- Kur- und Gästehaus St. Bonifatius, Bad Salzschlirf

Ehemalige Einrichtungen:
- Schwesternhaus St. Elisabeth, Poppenhausen
- Alten- und Pflegeheim St. Vinzenz, Freigericht
- Krankenhaus St. Elisabeth Bad Hersfeld
- Katholische Kindertagesstätte St. Vinzenz, Naumburg (Hessen)
- Krankenhaus und Altenheim St. Josef, Naumburg (Hessen)
- Sonnenhof Kassel (im Jahr 2020 verkauft)[3]